# Josh Henderson

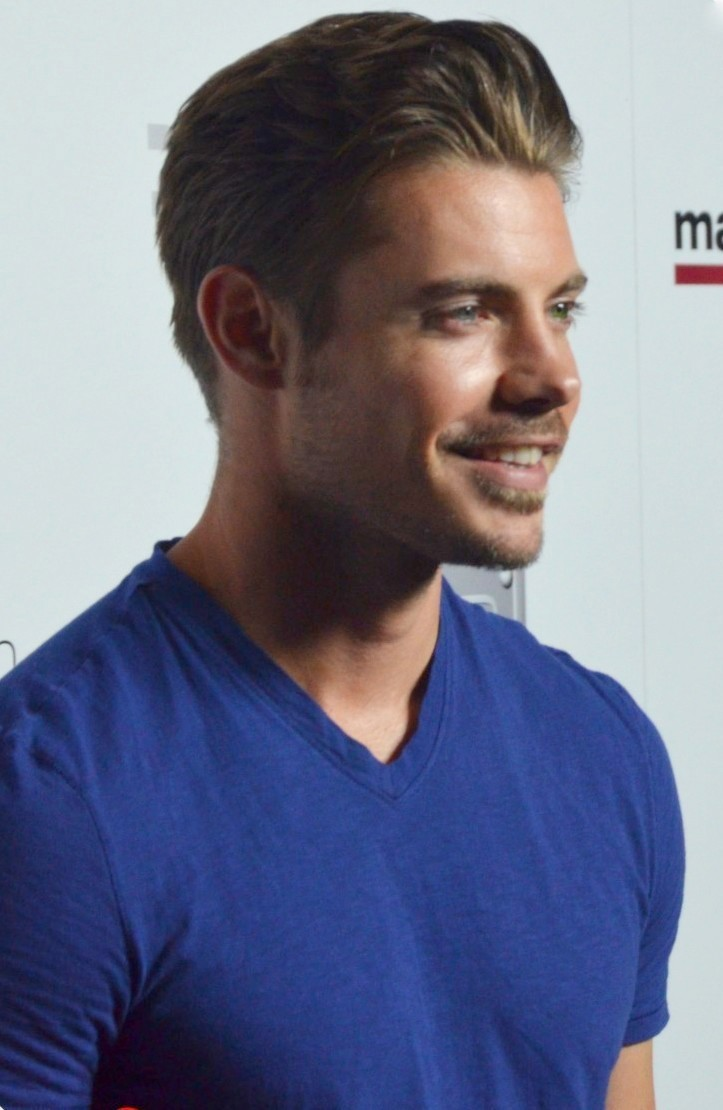
Josh Henderson (2013)

Josh Henderson cuyo nombre real es Joshua Baret Henderson (n. 25 de octubre de 1981, en Dallas Texas) es un actor estadounidense. Su actuación más destacada ha sido en Desperate Housewives, como Austin McCann. Es hijo de Sharon Lea Henderson y Mark Anthony Gray.
Henderson concluyó la segunda temporada del reality show Popstars y ganó en el grupo de Scene 23. Se unió al elenco de Desperate Housewives a finales del 2006 como Austin McCann. Tuvo una relación con la cantante de pop Ashlee Simpson, pero se separaron en el 2003. En 2007, regresó con Paris Hilton.
Henderson también aparece en el video musical de Ashley Tisdale, en su sencillo He Said She Said.

## Filmografía

### Cine
- Newton (2003).
- Leeches! (2003).
- The Girl Next Door (2004).
- Yours, Mine and Ours (2005).
- Broken Bridges (2006).
- Step Up (2006).
- Beverlly Hills (2006)
- Desperate Housewives (2006-07).
- Fingerprints (2007).
- There's Something About Ashley (2007).
- 90210 (2008).
- The Jerk Theory (2009)

### Televisión
- Popstars: Estados Unidos (2001) TV.
- Maybe It's Me (2002) TV.
- Do Over (2002) TV.
- She Spies (2003) TV.
- One on One (2002-2003) TV
- The Ashlee Simpson Show (2004) TV.
- North Shore (2004) TV.
- 8 Simple Rules for Dating My Teenage Daughter (2005) TV.
- Rodney (2005) TV.
- Over There (2005) TV
- Dallas (2012-2014)
- The Arrangement (2017) serie de TV

Videos Musicales:
- Ashley Tisdale - "He Said She Said" (2007).
- Ashley Tisdale - "Not Like That" (2008).
- Ashley Tisdale - "Suddenly" (2008).
- Florida Georgia Line - "Stay" (2013).